# Farouk Miya
Farouk Miya (Distrito de Butambala, Uganda, 26 de noviembre de 1997) es un futbolista de Uganda que juega en la posición de mediapunta y que actualmente está sin equipo.

## Carrera

### Club
| Periodo   | Club                   |
| --------- | ---------------------- |
| 2013–2016 | Vipers SC              |
| 2016–2018 | Standard Liège         |
| 2017      | → RE Mouscron (cedido) |
| 2018      | → Səbail FK (cedido)   |
| 2018–2019 | HNK Gorica             |
| 2019–2021 | Konyaspor              |
| 2022      | FC Lviv                |
| 2022–2024 | Çaykur Rizespor        |

### Selección nacional
Miya debutó con Uganda el 11 de julio de 2014 ante Seychelles, partido en el que anotó su primer gol internacional. Su primera aparición en un torneo internacional fue en la Copa Africana de Naciones 2017 donde anotó un gol en el empate 1-1 ante Malí en Oyem.

## Logros
- Belgian Cup: 2015–16[7]